# Aultnaslanach Viaduct
Der Aultnaslanach Viaduct, auch Moy Viaduct, ist eine Eisenbahnbrücke nahe der schottischen Ortschaft Moy in der Council Area Highland. 1976 wurde die Brücke in die schottischen Denkmallisten in der höchsten Denkmalkategorie A aufgenommen.

## Geschichte
In den 1890er Jahren trieb die Highland Railway den Bau der Inverness and Aviemore Direct Railway voran, die gegenüber der damaligen Streckenführung über Forres eine um etwa 42 Kilometer verkürzte Streckenführung nach Inverness bedeutete. Nachdem zuvor bereits Teilstücke in Betrieb genommen werden konnten, wurde die Gesamtstrecke bis Inverness im November 1898 fertiggestellt. Der 1897 nach einem Entwurf Murdoch Patersons durch John Ross & Son fertiggestellte Aultnaslanach Viaduct ist Teil des letzten Teilstücks der Streckenführung nach Inverness. 2001 wurde ein Pilzbefall des Holzes festgestellt. Es erfolgte ein 2,6 Mio. £ umfassendes Sanierungsprogramm, bei welchem auch ein Betonunterbau errichtet wurde, welcher heute das Brückendeck trägt. Die ursprüngliche Holzkonstruktion besitzt keine wesentliche tragende Funktion mehr. Der Viadukt wird weiterhin für die Highland Main Line genutzt. Es handelt sich um die letzte hölzerne Trestle-Brücke, ein einst typischer Brückentyp in den Highlands, an einer schottischen Bahnstrecke, wahrscheinlich sogar in ganz Großbritannien.

## Beschreibung
Der Aultnaslanach Viaduct überspannt den Bach Allt Creag Bheithen, auch Allt-na-Slanach, rund einen Kilometer nordwestlich der kleinen Siedlung Moy. Die 40,4 Meter lange Trestle-Brücke ist mit fünf Böcken ausgeführt die Spannen zwischen 7,4 Metern und 7,7 Metern aufweisen. Um ein Einsinken in den sumpfigen Untergrund zu verhindern, wurde eine möglichst leichte Bauweise angestrebt, weshalb Holz- gegenüber Stahlböcken bevorzugt wurden. Die Balkenverbindungen sind jedoch mit stählernen Elementen verstärkt. Die Böcke bestehen aus jeweils sechs vertikalen, in den Boden getriebenen Ständern, die durch diagonale Streben versteift sind. Als laterale Versteifung setzen diagonale Streben direkt am Brückendeck an. Auf den Böcken liegt das Brückendeck auf, welches aus sechs parallel gelegten Balken besteht und an den Seiten durch Metallplatten verstärkt ist. Die lichte Höhe des Aultnaslanach Viaduct beträgt höchstens 8,5 Meter. Die 8,7 Meter breite Brücke ist für einen zweigleisigen Ausbau vorbereitet, die Highland Main Line ist jedoch bis heute in diesem Abschnitt nur eingleisig.